# Tarbert (Kintyre)
Pour les articles homonymes, voir Tarbert.
Tarbert (gaélique écossais : An Tairbeart), est une ville d'Écosse. Elle a été bâtie près de East Loch Tarbert, à Loch Fyne, et s'étend sur l'isthme qui relie la péninsule de Kintyre à Knapdale et West Loch Tarbert. Tarbert, qui se trouve dans le council area d'Argyll and Bute a une population 1 338 habitants.
Tarbert a une longue histoire en tant que port et point stratégique gardant l'accès à Kintyre et aux Hébrides intérieures. Le nom Tarbert est la forme anglicisé du mot gaélique tairbeart. Il est composé de tar "à travers" et une forme du verbe beir "porter" et signifie donc littéralement "porter à travers", en référence au petit passage de terre entre les deux étendues d'eau sur lesquels des biens et des bateaux entiers étaient acheminés. Autrefois des cargos étaient déchargés dans un loch, la cargaison était transportée sur l'isthme vers l'autre loch, et rembarquée dans d'autres bateaux sur l'autre loch. Cela leur permettait d'éviter le détour par Mull of Kintyre.
Tarbert faisait anciennement partie de royaume gaélique de Dalriada et était protégée par trois châteaux, situés au centre du village, à la tête de West Loch, et sur le côté sud d'East Loch. Les ruines du dernier de ces trois châteaux, le château de Tarbert, existent toujours aujourd'hui, et dominent Tarbert. Vers 1098, Magnus III de Norvège amène son langskip sur l'isthme à Tarbert pour signifier sa possession des Hébrides extérieures.
Bien qu'il s'agit d'une forteresse stratégique au Moyen Âge, la prospérité socio-économique de la ville est récente, et date de son développement comme port de pêche. À son apogée, les pêcheries du Loch Fyne attirent des centaines de bateaux à Tarbert.

## Histoire

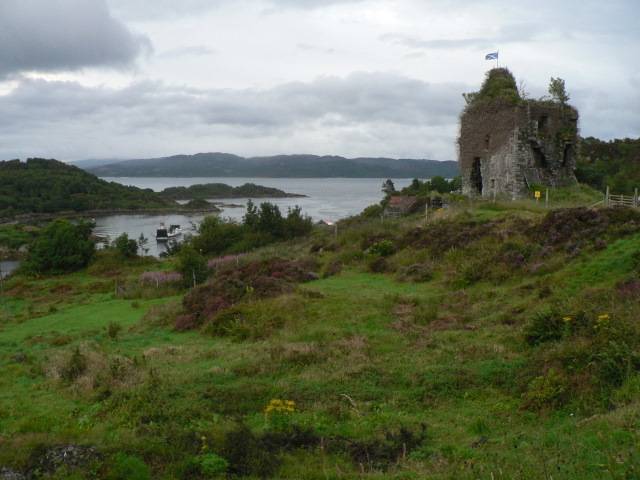
Château de Tarbert. Une structure fortifiée est construite à Tarbert au XIII.

Tarbert est un nom d'origine gaélique pour désigner un isthme, sur lequel se trouve la ville.
Tarbert faisait autrefois partie du royaume gaélique de Dalriada. La légende veut que la ville a été la scène d'un conflit pour monter sur le trône de ce royaume entre Dúngal mac Selbaich et Eochaid mac Echdach. Les Annales d'Ulster attestent qu'en 731, Dúngal brûle un  "Tairpert Boitir", qui était probablement Tarbert et se trouvait à ce moment sur les terres de Gabrán mac Domangairt.
Vers 1098 Magnus III de Norvège, amène son drakkar à travers l'isthme pour indiquer qu'il prend possession des Hébrides extérieures.
Une structure fortifiée est construite à Tarbert au XIIIe siècle. Elle a été renforcée par l'ajout d'une fortification et de tours dans les années 1320 par Robert the Bruce, pour le protéger des seigneurs des Îles. Un donjon est ajouté au XVIe siècle, et constitue aujourd'hui la principale partie restante des ruines. Le château occupe les terres au-dessus de Loch Fyne, et a une bonne vue sur East Loch Tarbert et de l'autre côté sur le Firth of Clyde. Ce château est pris à John MacDonald of Islay, seigneur des Îles par Jacques IV d'Écosse au cours de sa campagne visant à détruire le pouvoir des seigneurs des Îles en 1494. En 1687 le château est impliqué dans une autre bataille lorsque Walter Campbell du château de Skipness s'en empare pour en faire une place forte pour Archibald Campbell (9e comte d'Argyll) alors qu'il mène une campagne de soutien de la Rébellion de Monmouth en Angleterre.
On trouve aujourd'hui seulement quelques murs encore debout, mais ils sont considérés comme instables. Le château offre une très belle vue sur l'eau environnante.

## Géographie
Tarbert se trouve à l'ouest de l'Écosse.

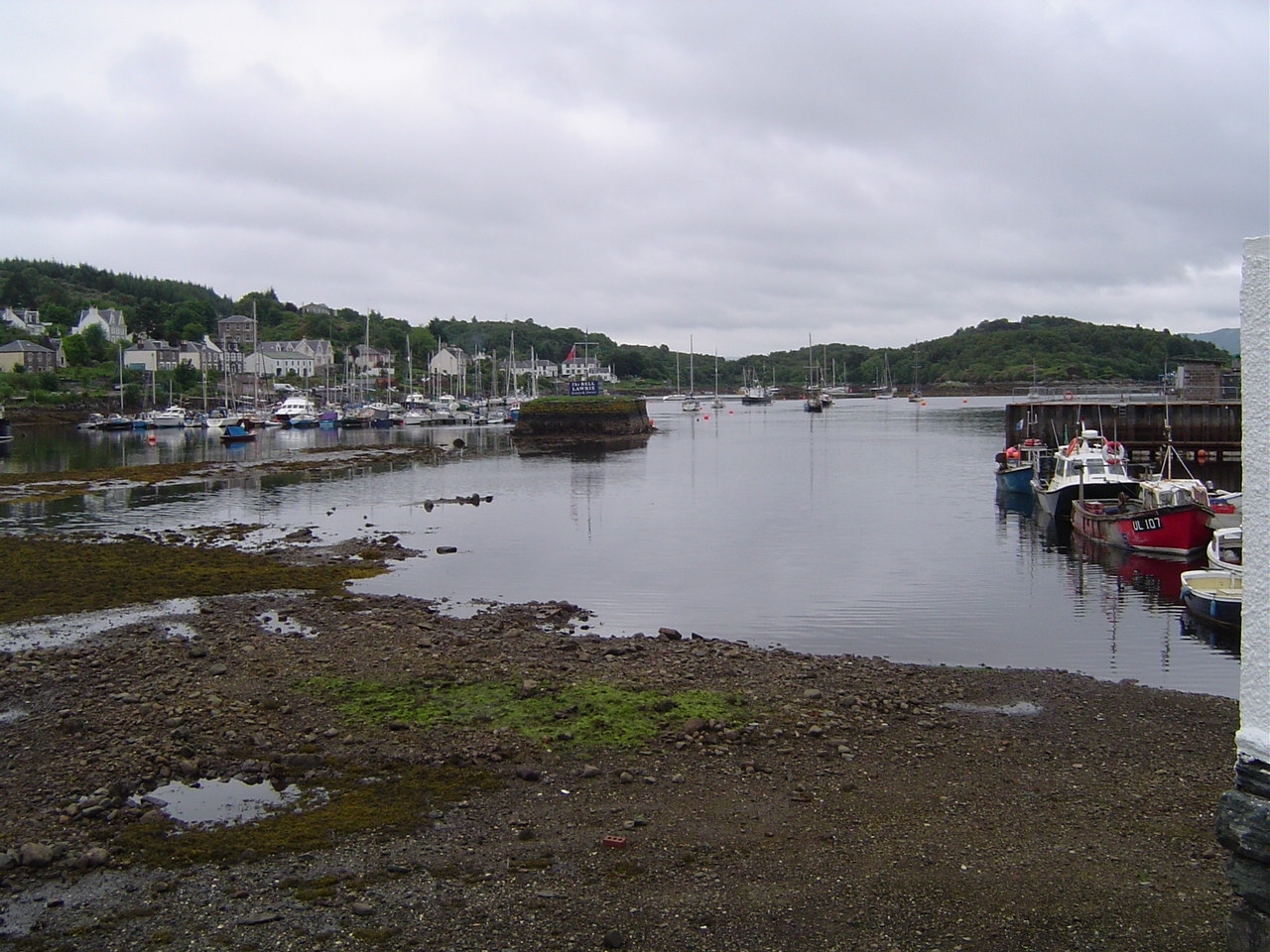
Port de Tarbert.

Les côtes de la baie de Tarbert sont formés de rochers et bordées de jeunes sapins, et le village lui-même est assez tranquille. Offrant une très belle vue du port, se trouvent les ruines du château construit par Robert Ier d'Écosse en 1326. L'isthme relie les régions de Knapdale et Kintyre et est large d'environ 1,5 km. Un projet pour creuser un canal pour raccourcir la route vers Islay et Jura n'a jamais été très loin.
La ville accueille chaque année le Seafood Festival, montrant l'importance de la pêche dans la ville. Elle accueille également les Scottish Series, la seconde plus importante course de yachts du Royaume-Uni après Cowes Week.

## Gouvernance
Tarbert est représenté par plusieurs élus. Tout d'abord la ville a un représentant qu'elle partage avec North et West Kintyre, au conseil d'Argyll and Bute, et un conseil de communauté avec le hameau de Skipness. Le conseil de communauté de Tarbert et Skipness forme le plus petit niveau de gouvernance, dont le rôle est de communiquer l'opinion locale aux niveaux de gouvernance supérieures. Il y a 60 tels conseils en Argyll and Bute.
Tarbert faisait autrefois partie de Dalriada. Il a également fait partie de l'Argyllshire très tôt. En 1890, Tarbert tombe sous l'autorité du county council d'Argyll County Council, et y demeure jusqu'en 1975 quand les county council font place à des council area. De 1975 à 1996, Tarbert fait partie du council area de Strathclyde, jusqu'à ce que les deux tiers des council area soient supprimés et qu'il passe dans celui d'Argyll and Bute Council.

## Démographie
Selon le recensement de 2001, Tarbert a une population de 1 338 habitants. Plus de 10 % de cette population est née en Angleterre.

## Personnalité célèbres
Les habitants de Tarbert sont appelés couramment « the Dookers ».
Sir Donald MacAlister, 1er Baronet de Tarbert KCB (17 mai 1854 - 15 janvier 1934) était un physicien, ainsi qu'un principal, puis vice-chancelier et enfin chancelier de l'université de Glasgow.
George Campbell Hay (1915–1984) était un poète et traducteur, qui écrivait en gaélique, en écossais et en anglais. Il est né à Elderslie, dans le Renfrewshire, mais est élevé à Tarbert.